# Maleber (Karangtengah)
Maleber is een bestuurslaag in het regentschap Cianjur van de provincie West-Java, Indonesië. Maleber telt 11.343 inwoners (volkstelling 2010).